# NGC 4741
NGC 4741 este o liner situată în constelația Câinii de Vânătoare. A fost descoperită în 9 martie 1788 de către William Herschel. Se află la o distanță de 105,2 megaparseci de Pământ.